# Karlıktepe, Kartal
Karlıktepe là một xã thuộc huyện Kartal, tỉnh Istanbul, Thổ Nhĩ Kỳ.